# Illes Balears-Banesto/2004
Deze pagina geeft een overzicht van de Illes Balears-Banesto wielerploeg in 2004.

## Algemeen
Sponsor: Balearen (staalfabrikant)
Algemeen manager: José-Miguel Echávarri
Ploegleiders: Eusebio Unzue, Alfonso Galilea, José Luis Jaimerena
Fietsmerk: Campagnolo

## Renners
| Naam                       | Geboortedatum | Nationaliteit | Ploeg 2003                |
| -------------------------- | ------------- | ------------- | ------------------------- |
| José Luis Arrieta          | 15-06-1971    | Spanje        | iBanesto.com              |
| Daniel Becke               | 12-03-1978    | Duitsland     | Team Bianchi              |
| Antonio Colóm              | 11-05-1978    | Spanje        | Colchon Relax-Fuenlabrada |
| Isaac Gálvez               | 20-05-1975    | Spanje        | Kelme                     |
| José Vicente García Acosta | 04-08-1972    | Spanje        | iBanesto.com              |
| José Ivan Gutierrez        | 27-11-1978    | Spanje        | iBanesto.com              |
| Joan Horrach               | 27-03-1974    | Spanje        | Milaneza-MSS              |
| Vladimir Karpets           | 20-09-1980    | Rusland       | iBanesto.com              |
| Pablo Lastras              | 20-01-1976    | Spanje        | iBanesto.com              |
| José Antonio Lopez         | 11-07-1976    | Spanje        | iBanesto.com              |
| Francisco Mancebo          | 09-03-1976    | Spanje        | iBanesto.com              |
| Denis Menchov              | 25-01-1978    | Rusland       | iBanesto.com              |
| David Navas                | 10-06-1974    | Spanje        | Colchon Relax-Fuenlabrada |
| Aitor Osa                  | 09-09-1973    | Spanje        | iBanesto.com              |
| Unai Osa                   | 12-06-1975    | Spanje        | iBanesto.com              |
| Mikel Pradera              | 06-03-1975    | Spanje        | ONCE                      |
| Steffen Radochla           | 19-10-1979    | Duitsland     | Team Bianchi              |
| Vicente Reynés             | 30-07-1981    | Spanje        | LA-Pecol                  |
| Antonio Tauler             | 11-04-1974    | Spanje        | Kelme                     |
| Xabier Zandio              | 17-03-1977    | Spanje        | iBanesto.com              |

## Belangrijke overwinningen
| Challenge Mallorca Eindklassement: Antonio Colóm Ronde van Valencia 1e etappe: Antonio Colóm Ronde van Murcia 2e etappe: José Ivan Gutierrez Parijs-Nice 6e etappe: Denis Menchov Catalaanse Week 3e etappe: Isaac Gálvez Ronde van Baskenland 4e etappe: Denis Menchov Eindklassement: Denis Menchov Ronde van Aragon 1e etappe: Denis Menchov Ronde van Rioja Eindklassement: Vladimir Karpets | Ronde van Castilië en León 1e etappe: José Ivan Gutierrez 2e etappe: José Luis Arrieta, José Vicente García Acosta, José Ivan Gutierrez, Vladimir Karpets, Antonio Tauler, Isaac Gálvez, Daniel Becke, David Navas (PTT) Ronde van Duitsland 6e etappe: Francisco Mancebo Ronde van Catalonië 7e etappe: Isaac Gálvez Spaans kampioenschap op de weg Tijdrit: José Ivan Gutierrez Wegrit: Francisco Mancebo Ronde van Frankrijk Jongerenklassement: Vladimir Karpets Ronde van Spanje 5e etappe: Denis Menchov |

Mannen: 2003 · 2004 · 2005 · 2006 · 2007 · 2008 · 2009 · 2010 · 2011 · 2012 · 2013 · 2014 · 2015 · 2016 · 2017 · 2018 · 2019 · 2020 · 2021 · 2022 · 2023 · 2024 · 2025
Vrouwen: 2018 · 2019 · 2020 · 2021 · 2022 · 2023 · 2024 · 2025